# Bardaisan
Bardaisan (grekisk form Bardesanes), död 222 e. Kr., var en syrisk astrolog och poet.
Bardaisan är känd för sina hymner och sin Bok om ländernas lagar, ett arbete av stort geografiskt och etnografiskt intresse.